# Wessbecher Glacier
Wessbecher Glacier är en glaciär i Antarktis. Den ligger i Västantarktis. Chile gör anspråk på området. Wessbecher Glacier ligger 675 meter över havet.
Terrängen runt Wessbecher Glacier är kuperad åt sydost, men åt nordväst är den bergig. Trakten är obefolkad. Det finns inga samhällen i närheten. 